# Ortodoxa gammalrituella kyrkan
Ortodoxa gammalrituella kyrkan eller Lipovanska kyrkan är ett gammaltroende östortodoxt kristet trossamfund, bildad av gammaltroende som under slutet av 1600- och början av 1700-talet flydde utomlands, undan den rysk-ortodoxa kyrkans förföljelser (se raskol).
Kyrkan kallas ibland även för Lipovanska kyrkan, efter en av dess tidiga ledare.
Kyrkans ledare tituleras Ärkebiskop av Bela Krinitsa och alla gammal-ortodoxa kristnas Metropolit. Officiellt säte för metropoliten är Bela-Krinitsa (Bukowina) i nuvarande Ukraina och tidigare Rumänien, men i praktiken residerar han i Brăila. Nuvarande metropolit (sedan 24 oktober 1996) heter Leontius.

## Organisation
Kyrkan, som har sitt huvudsäte och de flesta anhängarna i Rumänien, är indelad i fem eparkat:
- Eparkatet Brăila och Tulcea
- Eparkatet Slava Rusa
- Eparkatet Bukovina och Moldavien
- Eparkatet för Nordamerika, Västeuropa, Australien
- Eparkatet for Georgien